# Federación de baloncesto de Armenia
La BFA (por sus siglas en inglés "Basketball Federation of Armenia") es el organismo que rige las competiciones de clubes y la Selección nacional de Armenia. Pertenece a la asociación continental FIBA Europa.

## Registros
- 6 Clubes Registrados
- 23 Jugadoras Autorizadas
- 2 Jugadores Autorizados
- 300 Jugadores NoAutorizados

## Clubes de Primera División (Masculino)
- Aragatz
- Fima
- Hamalsaran
- Nairi
- Potiteeknik

## Clubes de Primera División (Femenino)
- Aragatz
- Ararair
- Fima
- Grand Club
- Nairi
- Politecknic